# لوريتا دورمان
لوريتا دورمان (بالإنجليزية: Loretta Dorman)‏ هي لاعب هوكي الحقل أسترالية، ولدت في 23 يوليو 1963.

## وصلات خارجية
- لوريتا دورمان على موقع أوليمبيديا (الإنجليزية)
- لوريتا دورمان على موقع اللجنة الأولمبية الأسترالية (الإنجليزية)